# Де Лоун, Эми
Эми де Лоун (англ. Amy de Lone; родилась 8 октября 1968 года) — американская теннисистка.

## Общая информация
Эми — одна из четырёх детей Луи и Энн де Лоунов; её сестёр зовут Эрика и Алексис, а брата — Ханс.

## Спортивная карьера
Эми, как и Эрика, в итоге доросли до высших соревнований профессионального женского тура. В одиночном разряде старшая сестра выступала не слишком удачно, лишь раз достигнув полуфинальной стадии на турнирах профессиональной серии, а вот в паре всё складывалось до поры куда лучше: играя в дуэте с различными австралийскими теннисистками Эми смогла несколько раз дойти до финалов турниров ITF и даже выиграла один из них. Локальные успехи в этом разряде позволили набрать достаточный рейтинг, чтобы на относительно слабых соревнованиях WTA сёстры смогли напрямую попадать в сетку турниров. В апреле 1993 года Эми и Эрика смогли выиграть несколько матчей у более опытных дуэтов и дошли до финала соревнования в Джакарте, а пару месяцев спустя обыграли на US Open двенадцатую пару того турнира — сестёр Малеевых. Эми пыталась некоторое время сосредоточится на парном разряде, но потерпев на рубеже 1993 и 1994 годов десять поражений подряд предпочла закончить игровую карьеру.

## Рейтинг на конец года
| Год  | Одиночный рейтинг | Парный рейтинг |
| 1994 | 882               | 693            |
| 1993 | 456               | 147            |
| 1992 | 649               | 284            |
| 1991 | 479               | 464            |

## Выступления на турнирах

### Выступления в парном разряде

#### Финалы турнировWTAв парном разряде (1)

##### Поражения (1)
| Легенда:                    |
| --------------------------- |
| Турниры Большого Шлема (0)  |
| Олимпиада (0)               |
| Итоговый чемпионат года (0) |
| 1-я категория (0)           |
| 2-я категория (0)           |
| 3-я категория (0)           |
| 4-я категория (0)           |
| 5-я категория (0)           |

| Титулы по покрытиям | Титулы по месту проведения матчей турнира |
| ------------------- | ----------------------------------------- |
| Хард (0)            | Зал (0)                                   |
| Грунт (0)           | Зал (0)                                   |
| Трава (0)           | Открытый воздух (0)                       |
| Ковёр (0)           | Открытый воздух (0)                       |

| №  | Дата           | Турнир              | Покрытие | Партнёрша     | Соперницы в финале            | Счёт    |
| 1. | 26 апреля 1993 | Джакарта, Индонезия | Хард     | Эрика де Лоун | Николь Арендт Кристин Редфорд | 3-6 4-6 |

#### Финалы турнировITFв парном разряде (4)

##### Победы (1)
| Легенда:         |
| ---------------- |
| 100.000 USD (0)  |
| 75.000 USD (0)   |
| 50.000 USD (0)   |
| 25.000 USD (0)   |
| 10.000 USD (0+1) |

| Титулы по покрытиям | Титулы по месту проведения матчей турнира |
| ------------------- | ----------------------------------------- |
| Хард (0+1)          | Зал (0)                                   |
| Грунт (0)           | Зал (0)                                   |
| Трава (0)           | Открытый воздух (0+1)                     |
| Ковёр (0)           | Открытый воздух (0+1)                     |

| №  | Дата           | Турнир                  | Покрытие | Партнёрша  | Соперницы в финале               | Счёт    |
| 1. | 27 апреля 1992 | Шеффилд, Великобритания | Хард     | Лиза Макши | Аманда Эванс Светлана Пархоменко | 6-4 6-1 |

##### Поражения (3)
| №  | Дата             | Турнир                    | Покрытие | Партнёрша       | Соперницы в финале            | Счёт            |
| 1. | 20 апреля 1992   | Ноттингем, Великобритания | Хард     | Лиза Макши      | Мелани Бернар Каролин Делисл  | 3-6 5-7         |
| 2. | 28 сентября 1992 | Ибараки, Япония           | Хард     | Лиза Макши      | Юко Хосоки Наоко Кидзимута    | 3-6 2-2 — отказ |
| 3. | 5 апреля 1993    | Бангкок, Таиланд          | Хард     | Кейт Макдональд | Сувимол Дуангчан Ирина Сухова | 3-6 2-6         |